# Макдермотт, Шон
Шон Макдермотт (англ. John MacDermott, ирл. Seán Mac Diarmada; 28 февраля 1883 — 12 мая 1916), также известный под именем Шон мак Диармада — ирландский политик и революционер. Один из семи лидеров Пасхального восстания 1916 года. Макдермотт принимал активное участие в организации восстания, был одним из создателей военного комитета в структуре Ирландского республиканского братства, одним из тех, кто подписал Прокламацию о создании Ирландской республики. Был казнён за своё участие в восстании в возрасте тридцати трёх лет.
Макдермотт вырос в сельской местности, в графстве Литрим. Он числился членом множества организаций, выступающих в поддержку ирландского языка, гэльской самобытности и ирландской нации вообще, в частности, состоял в Гэльской лиге и (в молодости) в Католическом братстве древнего ордена Хибернианцев. Макдермотт активно участвовал в деятельности Шинн Фейн и редактировал газету «Ирландская свобода», которая начала выходить с 1910 года. Одним из его ближайших друзей был многолетний республиканец Том Кларк.

## Биография
Макдермотт родился на ферме, неподалёку от деревни Килтиклохер, графство Литрим. Его отец Дональд Макдермотт был активистом Ирландского республиканского братства. В те времена эта часть Ирландии пребывала в бедности и запустении.
Зато в окрестных полях сохранилось множество свидетельств древней ирландской истории: заброшенные купальни, алтарные камни для богослужений на открытом воздухе (последствия преследований католиков во времена Кромвеля). И заброшенные хижины, чьи хозяева умерли или уехали во времена Великого голода. Окончил ирландскую национальную школу Коррадуна (Corradoona), которую курировала католическая конгрегация «Братья-христиане».
Несколько лет он проработал кондуктором трамвая в Глазго. В 1905 году Макдермотт поселился в Белфасте, снова работал кондуктором трамвая, а затем барменом. В 1908 году Макдермотт переезжает в Дублин, к тому времени он уже активно участвовал в деятельности различных организаций ирландского возрождения и ирландского сепаратизма. Вскоре после переезда его избрали в верховный совет Ирландского республиканского братства и назначили его секретарём.
В 1910 году он стал редактором радикальной газеты «Ирландская свобода», которую основал совместно с Балмером Хобсоном и Деннисом Маккалохом. Также в это время Макдермотт знакомится с ветераном движения фениев, Томом Кларком, они становятся близкими друзьями. В 1912 году Макдермотт заболел полиомиелитом и с тех пор был вынужден ходить с тростью.
В ноябре 1913 года Макдермотт становится одним из первых членов «Ирландских добровольцев» и работает над налаживанием связи между этой новой организацией и ИРБ. В мае 1915 года его арестовывают в Туаме за речь, в которой Макдермотт призывал не записываться в британскую армию.

## Пасхальное восстание
Освобождённый в сентябре 1915 года, Мадермотт становится членом секретного военного комитета ИРБ, ответственного за планирование и подготовку восстания. На пару с Кларком они проделывают основную работу по подготовке мятежа.
Из-за своего увечья Макдермотт не принимал активного участия в боях во время пасхальной недели, хотя всё время находился в самой гуще событий, в здании Главпочтамта. После капитуляции повстанцев, ему едва не удалось избежать казни, смешавшись с толпой остальных пленных, однако Макдермотта опознал Дэниэль Хоу, тайный агент «G-отдела» Дублинской полиции. 9 мая военный трибунал приговорил Макдермотта к смертной казни, 12 мая он был расстрелян.
В сентябре 1919 году Хоу был застрелен людьми из отряда Майкла Коллинза. Британский офицер Ли-Уилсон, отдавший приказ заменить Макдермотту заключение расстрелом, также был убит по приказу Коллинза, в Корке, во время войны за независимость Ирландии.
Макдермотт состоял в переписке с Нелл Райан, её сестра Мэри Джозефина (Мин) Райан была возлюбленной Макдремотта. В своём последнем письме он писал: «Мисс Райан, вне всякого сомнения, если бы я остался жив, Мин стала бы моей женой». Перед расстрелом Мин вместе с сестрой удалось навестить Макдермотта в тюрьме, где он содержался перед расстрелом. После казни Мин эмигрировала в Америку.

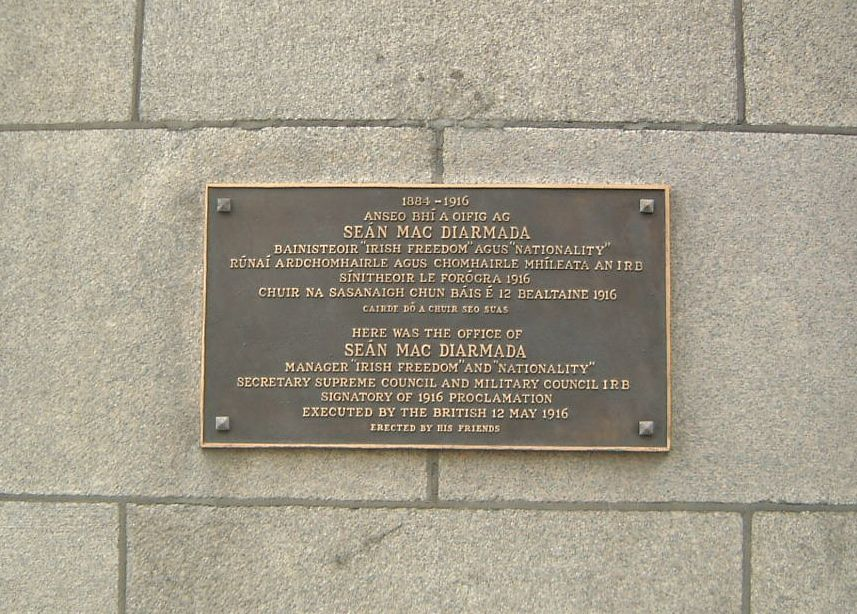
Мемориальная табличка на месте дублинского офиса Макдермотта

Перед казнью Макдермотт написал: «Я счастлив, как никогда в жизни. Я умираю ради того, чтобы жила ирландская нация!»

## Память
В честь Мадермотта названы улица в Дублине, железнодорожная станция в Слайго, стадион в Каррик-он-Шаннон. В Килтиклохере ему поставлен памятник, на котором высечены его последние записанные слова, его дом сейчас имеет статус национального памятника